# Andrzej Romanowski (literaturoznawca)
Andrzej Romanowski (ur. 20 sierpnia 1951 w Krakowie) – polski literaturoznawca, publicysta i nauczyciel akademicki, profesor nauk humanistycznych, profesor zwyczajny Uniwersytetu Jagiellońskiego, od 2003 redaktor naczelny Polskiego Słownika Biograficznego.

## Życiorys
W 1974 ukończył studia na Uniwersytecie Jagiellońskim, w 1982 na UJ obronił pracę doktorską pt. Poezja polska 1908–1918 wobec problemów wojny i niepodległości. W latach 80. współpracował z prasą drugiego obiegu, publikował na łamach podziemnego pisma „Polityka Polska” (związanego z Ruchem Młodej Polski) pod pseudonimem „Jakub Czechryński”. W 1999 uzyskał stopień doktora habilitowanego w oparciu o rozprawę zatytułowaną Młoda Polska wileńska. Tytuł profesora otrzymał w 2004. Był stypendystą Instytutu Józefa Piłsudskiego w Ameryce (1990). Zawodowo związany z Uniwersytetem Jagiellońskim, został profesorem nadzwyczajnym i następnie profesorem zwyczajnym UJ, a także kierownikiem Katedry Kultury Literackiej Pogranicza na Wydziale Polonistyki tej uczelni. W 2003 został również pracownikiem naukowym Instytutu Historii im. Tadeusza Manteuffla PAN w Warszawie, objął później stanowisko profesora zwyczajnego tej jednostki.
Jego zainteresowania naukowe obejmują literaturę polską wschodniego pogranicza, związki literackie polsko-ukraińsko-białorusko-litewskie, stosunek polskiej literatury wobec walki o niepodległość, ważne cytaty polskiej literatury. W 2003 objął stanowisko redaktora naczelnego Polskiego Słownika Biograficznego (przejął funkcję po Henryku Markiewiczu). W tym samym roku został powołany w skład Komitetu Nauk o Literaturze Polskiej Akademii Nauk. W latach 1976–2002 publikował w „Tygodniku Powszechnym” (używał początkowo pseudonimu „Grzegorz Bytnar”); w latach 1990–2002 był również redaktorem tego pisma. Pracował ponadto w redakcjach „Świata” (1989) i „Myśli Demokratycznej” (w 1991 redaktor naczelny). W 2020 został stałym felietonistą tygodnika „Przegląd”.
Wchodził w skład władz regionalnych i krajowych Ruchu Obywatelskiego Akcji Demokratycznej, Unii Demokratycznej oraz Unii Wolności. W 2012 został członkiem rady politycznej Partii Demokratycznej – demokraci.pl. Członek Stowarzyszenia Pracowników, Współpracowników i Przyjaciół Rozgłośni Polskiej Radia Wolna Europa Imienia Jana Nowaka-Jeziorańskiego w Warszawie.

## Odznaczenia i wyróżnienia
W 2015 odznaczony Krzyżem Kawalerskim Orderu Odrodzenia Polski. Odznaczony także Srebrnym Krzyżem Zasługi] (2003) i Medalem Komisji Edukacji Narodowej.
We wrześniu 2000 za książkę Młoda Polska wileńska wyróżniony został nagrodą Krakowska Książka Miesiąca. W 2008 wręczono mu medal „Zasłużony dla Tolerancji” oraz nagrodę Kowadła, przyznawaną przez lewicowe krakowskie stowarzyszenie Kuźnica. W 2023 otrzymał tytuł honorowego obywatela gminy Kadzidło.

## Wybrane publikacje
- Rozkwitały pąki białych róż (antologia poezji I wojny światowej, 1990)
- Przed złotym czasem (szkice historycznoliterackich, 1991)
- Pokój z Sowietami spiszem bagnetami. Antologia (współautor z Adamem Rolińskim, 1994)
- Młoda Polska wileńska (2000)
- Podróż na wschód (2001)
- Ludzie tamtego czasu (2002)
- Jak oszukać Rosję. Losy Polaków XVIII–XX wieku (2002)
- Pozytywizm na Litwie (2003)
- Skrzydlate słowa (współautor Henryk Markiewicz; słownik cytatów, seria I: 1990, seria II: 1998)
- Prawdziwy koniec Rzeczy Pospolitej (2007)
- Rozkosze lustracji (2007)
- Polski Słownik Biograficzny. Przeszłość, teraźniejszość, perspektywy (2010)
- Wielkość i upadek Tygodnika Powszechnego (2011)
- Eugeniusz Kwiatkowski (2014)
- Tak, jestem córką Jakuba Bermana (współautor Lucyna Tychowa, 2016)
- Wschodnim pograniczem literatury polskiej. Od średniowiecza do Oświecenia (2018)
- Antykomunizm, czyli upadek Polski. Publicystyka lat 1998–2019 (2019)
- Pamięć gromadzi prochy. Szkice historyczne i osobiste (2021)
- Odwieczny PiS czyli Historia Polski (2023)
- Polska: kalejdoskop kultur (2024)
- Życie pełne historii (wywiad rzeka przeprowadzony przez Pawła Dybicza, 2024)